# Lesage (Virginia Occidental)
Lesage es un lugar designado por el censo ubicado en el condado de Cabell en el estado estadounidense de Virginia Occidental. En el Censo de 2010 tenía una población de 1358 habitantes y una densidad poblacional de 72,48 personas por km².

## Geografía
Lesage se encuentra ubicado en las coordenadas 38°29′12″N 82°16′57″O / 38.48667, -82.28250. Según la Oficina del Censo de los Estados Unidos, Lesage tiene una superficie total de 18.74 km², de la cual 15.79 km² corresponden a tierra firme y (15.75%) 2.95 km² es agua.

## Demografía
Según el censo de 2010, había 1358 personas residiendo en Lesage. La densidad de población era de 72,48 hab./km². De los 1358 habitantes, Lesage estaba compuesto por el 97.05% blancos, el 0.66% eran afroamericanos, el 0% eran amerindios, el 0.15% eran asiáticos, el 0% eran isleños del Pacífico, el 0.15% eran de otras razas y el 1.99% pertenecían a dos o más razas. Del total de la población el 0.74% eran hispanos o latinos de cualquier raza.